# São Jerônimo da Serra
São Jerônimo da Serra este un oraș în Paraná (PR), Brazilia.